# Jaap Oudes

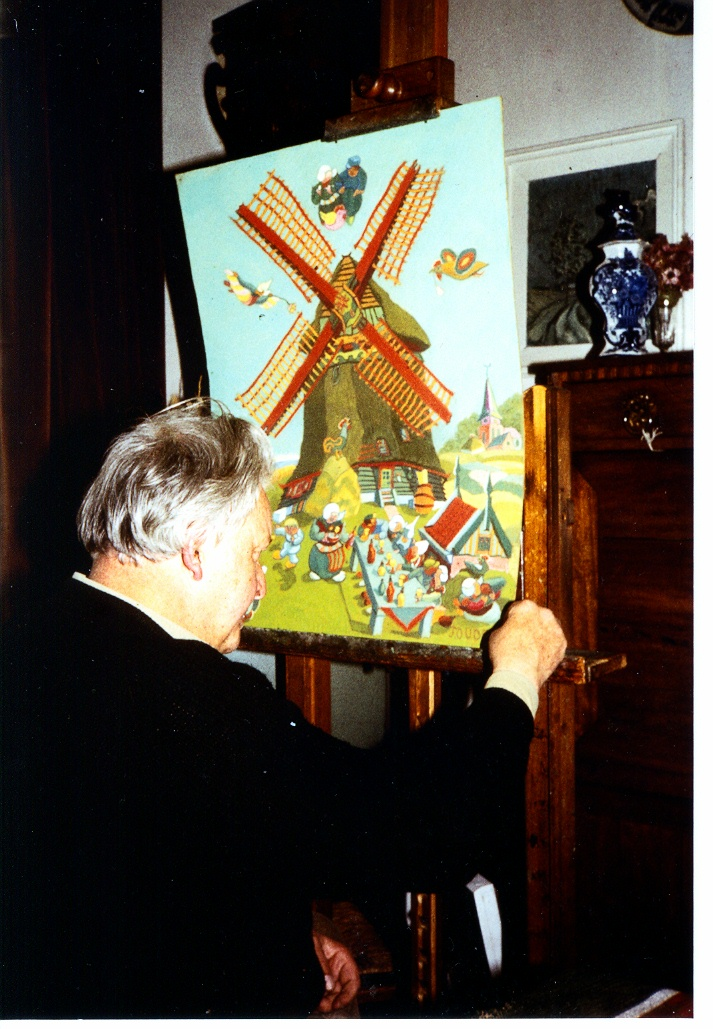
Jaap Oudes aan het werk

Jaap Oudes (Alkmaar, 1 februari 1926 - 24 januari 1998) was een Nederlandse tekenaar.

## Levensloop
Gedurende de oorlogsjaren maakt hij vele tekeningetjes die met waterverf worden ingekleurd. Deze nog kinderlijke tekeningetjes zijn verhalend en vol humor, ze hebben meestal het boerenleven als onderwerp.  In deze jaren kopieerde hij ook werken van Pieter Breughel en tekeningen uit de boeken van Felix Timmermans in het bijzonder uit “Breughel zo heb ik u uit het werk geroken”, en uit de boeken van Dik Trom.
In de jaren 1946 en 1947 maakt hij vele kleine tekeningen en olieverfschilderijen van molens en boerderijtjes uit zijn omgeving.  
Vanaf 1948 geeft hij zijn fantasie volop de ruimte. Zijn tekeningen worden als het ware getekende verhalen met wonderlijke figuurtjes in een decor van een werkelijk bestaande omgeving als een stal, huiskamer, boerderijen, molens, weiland, kerk etc.
In 1949 begint hij grote potloodtekeningen te maken.
In 1949 maakt hij ook pasteltekeningen. Technisch als het ware ingekleurde tekeningen. 
Rond 1950 maakt hij met zijn moeder een reis met het toentertijd bestaande “boemeltje van Purmerend” Bij Purmerend stapte er een aantal vrouwen in klederdracht in de trein. Hij was op dat moment overdonderd door de vormen en de kleuren van de kleding en in het bijzonder door de hoofdbedekking van de dames. Zijn fascinatie voor de klederdracht was geboren. Vanaf dit moment vinden we de Volendammer hul en Westfriese boerenhoedje telkens terug in zijn tekeningen. Ook doen de figuren in de lucht hun intrede. Aanvankelijk nog op een wolk gezeten maar later los tuimelend door de ruimte.
In 1955 ontdekt hij de bijzondere mogelijkheden van het kleurpotlood. Dit zal zijn voornaamste tekenmateriaal worden en blijven. In 1956 maakt hij ook nog een serie kleine zwart/wit tekeningen op ordinair kladpapier. Tekeningen waarop met name het geromantiseerde boerenleven wordt afgebeeld. Vanaf 1960 maakt hij mede geïnspireerd door de Vlaamse schrijvers als Felix Timmermans, Ernest Claes, Stijn Streuvels en Anton Thierry, vele reizen naar Vlaanderen. De tekeningen die dan ontstaan zijn ware reisverhalen waarin hij als een Pallieter verslag doet. Deze getekende verhalen hebben altijd één locatie (stad, dorp, gehucht etc.) als decor.Daarin laat hij zijn figuren, die ontleend zijn aan een verhaal of boek uit de regio, acteren.

## Schilderstijl
Het werk van Jaap Oudes is niet tot een kunststroming te rekenen.

## Musea
- Westfries Museum in Hoorn
- Collectie Gemeente Bergen (NH)

## Tentoonstellingen
- 1960 Kunsthandel Felison, IJmuiden. Gezamenlijk met Dirk Oudes
- 1986 Gemeentemuseum Helmond in Helmond
- 1986 Museum De Zalm in Mechelen
- 1986 Westfries Museum in Hoorn

Tentoonstellingen na het overlijden van Jaap Oudes
- 2009 Westfries Museum in Hoorn. Eenmanstentoonstelling De kleurrijke wereld van Jaap Oudes
- 2010/2011 Het Markiezenhof in Bergen op Zoom. Eenmanstentoonstelling Jaap Oudes, Reusachtig en Zwierig.

- International Standard Name Identifier: 0000 0003 9325 4917
- Nederlandse Thesaurus van Auteursnamen: 292399006
- RKD-Nederlands Instituut voor Kunstgeschiedenis: 93418
- Union List of Artist Names: 500160724
- Virtual International Authority File: 287507392
- WorldCat: E39PBJtRJFCMVdyG6hFTfpYdcP